# Трећа влада Милана Стојадиновића
Трећа влада Милана Стојадиновића је била влада Краљевине Југославије од 21. децембра 1938. до 5. фебруара 1939. године.

## Чланови владе
| Функција                                                     | Слика | Име и презиме      | Детаљи |
| ------------------------------------------------------------ | ----- | ------------------ | ------ |
| Председник Министарског савета и министар иностраних послова |       | Милан Стојадиновић |        |
| Министар војске и морнарице                                  |       | Милутин Ђ. Недић   |        |
| Министар унутрашњих послова                                  |       | Милан Аћимовић     |        |
| Министар правде                                              |       | Милан Симоновић    |        |
| Министар просвете                                            |       | Богољуб Кујунџић   |        |
| Министар финансија                                           |       | Душан Летица       |        |
| Министар грађевина                                           |       | Миха Крек          |        |
| Министар трговине и индустрије                               |       | Никола Калабин     |        |
| Министар пољопривреде                                        |       | Светозар Станковић |        |
| Министар пошта, телеграфа и телефона                         |       | Панта Јовановић    |        |
| Министар шума и рудника                                      |       | Добривоје Стошовић |        |
| Министар саобраћаја                                          |       | Мехмед Спахо       |        |
| Министар социјалне политике и народног здравља               |       | Драгиша Цветковић  |        |
| Министар физичког васпитања народа                           |       | Анте Масаровић     |        |
| Министар без портфеља                                        |       | Војислав Ђорђевић  |        |
| Министар без портфеља                                        |       | Џафер Куленовић    |        |
| Министар без портфеља                                        |       | Франц Сној         |        |